# وردی مگول (نوادا)
وردی مگول، نوادا (به انگلیسی: Verdi-Mogul, Nevada) یک مکان مختص سرشماری در ایالات متحده آمریکا است که در نوادا واقع شده‌است.

## خصوصیات
وردی مگول ۶۲٫۶ کیلومترمربع مساحت و ۲٬۹۴۹ نفر جمعیت دارد.